# Super Ninja Doll
Super Ninja Doll (auch „Super Ninja Bikini Babes“) ist ein US-amerikanischer Erotikfilm des Regisseurs Fred Olen Ray, der 2007 als Fernsehproduktion gedreht wurde.

## Handlung
Gorath und Tantella planen eine Invasion auf der Erde. Ein kosmischer Sturm soll einen Vortex erschaffen, der den Durchgang in unsere Welt ermöglicht. Als Passage dient eine Ausgabe eines Comic-Buchs namens Super Ninja Doll. Dieser Comic gehört Eriko, einer College-Schülerin. Nachdem Gorath auf die Erde transferiert ist, fängt er Megan Rhodes in dem Comic ein. In einem Traum erhält Eriko einen magischen Stab von der Super Ninja Doll des Comics. Schließlich verwandelt sie sich in die Comic-Figur, um die letzte verbliebene Wissenschaftlerin Marsha Applebee zu beschützen. Jedoch wird sie angegriffen von Gorath und Tantella, denen sie unterliegt. Sowohl Eriko/Super Ninja Doll als auch Marsha und ihr Freund Jim werden in die Comic-Dimension verschleppt. Eriko gelingt es aber schließlich, sich und sämtliche verschleppte Menschen zu befreien. Am Ende des Films erwacht sie und realisiert, dass es sich nur um einen Traum handelte.

## Hintergrund
Produziert wurde der Film von der Produktionsgesellschaft Retromedia Entertainment. Gemeinsam mit „Super Ninja Doll“ entstanden im selben Jahr auch „Tarzeena: Jiggle in the Jungle“ und „Voodoo Dollz“. Der Film wurde ab Frühjahr 2008 mehrfach zu festen Uhrzeiten und „on demand“ bei der Senderkette Cinemax und Home Box Office ausgestrahlt.
Die zugehörige DVD wurde am 2. September 2008 veröffentlicht.
Der Comic, der im Film eine zentrale Rolle spielt, wurde für die Produktion von Noel Anderson entworfen und umgesetzt.

## Rezeption
Keine gute Bewertung erhielt der Film von Dr. Gore's Movie Reviews. Insbesondere das sehr kindliche Aussehen der Pornodarstellerin Kitty in der Rolle eines Schuldmädchen und in Sex-Szenen zu sehen wird kritisiert. Auch Tars Tarkas fällt die Darstellerin negativ auf, der Film als Ganzes wird jedoch als „eine der besten erotischen Parodien der letzten Zeit“ mit 9 von 10 Punkten positiv bewertet.